# Текшешть
Текшешть, Текшешті (рум. Tecșești) — село у повіті Алба в Румунії. Входить до складу комуни Интрегалде.
Село розташоване на відстані 289 км на північний захід від Бухареста, 23 км на північ від Алба-Юлії, 56 км на південь від Клуж-Напоки.

## Населення
За даними перепису населення 2002 року у селі проживали 66 осіб, усі — румуни. Усі жителі села рідною мовою назвали румунську.